# امشل مایر روتشیلد
امشل مایر روچیلد (به ییدیش: der frummer Rothschild; ۱۲ ژوئن ۱۷۷۳ – ۶ دسامبر ۱۸۵۵) بانکدار اهل آلمان بود.